# Stanley Kunitz
Stanley Kunitz (ur. 29 lipca 1905 w Worcester w stanie Massachusetts, zm. 14 maja 2006 w Nowym Jorku) – poeta amerykański, dziesiąty Poeta-laureat Stanów Zjednoczonych. 
Studiował na Harvard College, gdzie otrzymał bakalaureat (1926) i magisterium (1927). Debiutował tomikiem Intellectual Things w 1930. Czternaście lat później opublikował Passport to War. Wydał też Testing-Tree (1971), Next-to-Last Things: New Poems and Essays (1985) i The Collected Poems of Stanley Kunitz (2000). Był wielokrotnie nagradzany. Za zbiór The Poems of Stanley Kunitz, 1928-1978 dostał Lenore Marshall Poetry Prize. Za tomik The Selected Poems, 1928-1958 otrzymał Nagrodę Puliztera w dziedzinie poezji. Natomiast za zbiorek Passing Through: The Later Poems, New and Selected (1995) dostał National Book Award. Jego wiersze zostały przełożone na rosyjski, holenderski, szwedzki, macedoński, francuski, japoński, hebrajski i arabski.